# Servei de Pesca i Fauna Salvatge dels Estats Units
El Servei de Pesca i Fauna Salvatge dels Estats Units (en anglès: United States Fish and Wildlife Service o FWS) és una agència del govern federal dins del Departament de l'Interior dels Estats Units dedicat a la gestió de la flora i fauna així com l'entorn natural. La missió de l'agència és "treballar amb altres per conservar, protegir i millorar les condicions de la pesca, la vida salvatge, les plantes i els seus hàbitats per al benefici continu del poble estatunidenc" (working with others to conserve, protect, and enhance fish, wildlife, plants and their habitats for the continuing benefit of the American people).

## Unitats del FWS

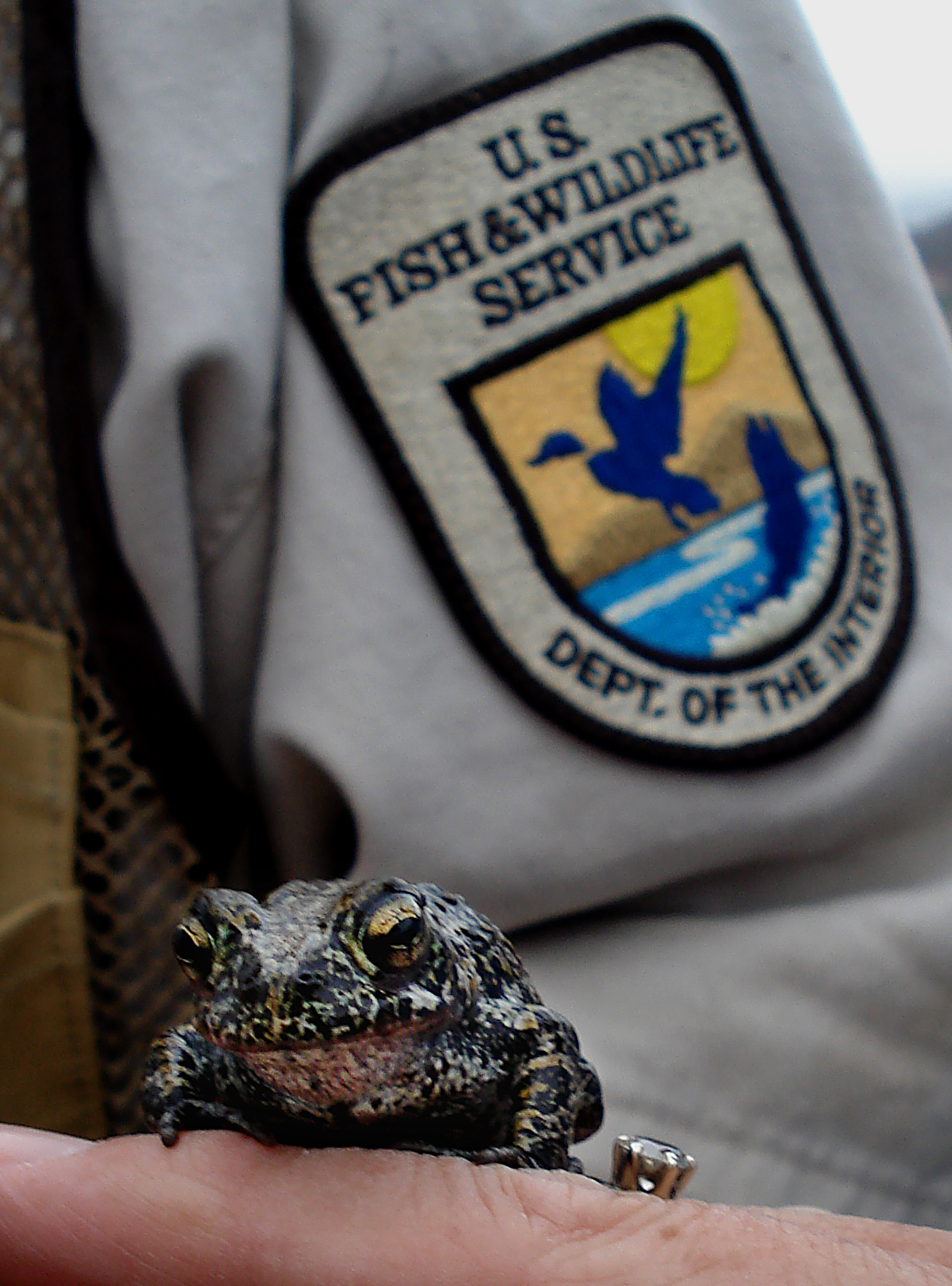
Un agent del FWS amb una espècie recentment descoberta de gripau

Vegeu també Llista del monuments nacionals gestionats pel United States Fish and Wildlife Service
Les unitats dins del FWS inclouen:
- El Sistema de Refugis Nacionals de Fauna Salvatge (National Wildlife Refuge System) que inclou més de 540 refugis de fauna salvatge.[3]

- La Divisió d'Aus Migratòries (Migratory Bird Management Division)

- El Program Federal de Segells de l'Ànec (Federal Duck Stamp Program)

- El Sistema Nacional d'Eclosionadores de Peixos (National Fish Hatechery System) que inclou més de 70 eclosionadores nacionals[4]

- El Programa d'Espècies en Perill (Endangered Species Program)

- L'Oficina del Cos Policial del Servei de Pesca i Fauna Salvatge dels Estats Units (United States Fish and Wildlife Service Office of Law Enforcement)

- El Laboratori Forense Nacional de Pesca i Fauna Salvatge Clark R. Bavin (Clark R. Bavin National Fish and Wildlife Forensic Laboratory)

Avui dia, el Servei consisteix en una oficina administrativa central amb vuit oficines regionals i més de 700 oficines locals distribuïdes arreu dels Estats Units. El FWS també gestiona set dels molts monuments nacionals creats per proclamació presidencial sota la Llei d'Antiguitats, alguns conjuntament amb l'Administració Nacional Oceànica i Atmosfèrica (National Oceanic and Atmospheric Administration o NOAA).